# Eva Koler
Eva Koler, bekannt als die Sagerin († 2. Dezember 1573 in Luzern) war eine Schweizer Frau, die als Hexe hingerichtet werden sollte, aber vorher unter ungeklärten Umständen im Gefängnis verstarb.
Eva Koler lebte in Root. Sie hatte jahrelang den Ruf einer Zauberin und wurde 1568 angeklagt, dann jedoch freigesprochen. Ihr Ehemann und ihre drei Töchter aus einer früheren Ehe klagten sie 1573 erneut an. Man beschuldigte sie, sich in eine Maus und eine Krähe verwandelt zu haben, Haustieren Schaden zuzufügen und mittels Wetterzauber das Wetter zu beeinflussen. Koler wurde von der Seelenmutter von Küssnacht als Hexe besagt.
Ihre Familie sagte gegen sie aus und ihr Mann behauptete, sie habe ihm gegenüber gestanden, eine Hexe zu sein. Wiederholt wurde sie gefoltert, weigerte sich jedoch, ihre Schuld einzugestehen. Sie flehte ihre Folterer an, sie zu töten oder ihr die Möglichkeit zu geben, sich umzubringen oder ertränkt zu werden, anstatt bei lebendigem Leib auf dem Scheiterhaufen verbrannt zu werden. Unter ungeklärten Umständen starb sie (angeblich an einer Krankheit) vor der Hinrichtung im Gefängnis und ihre Leiche wurde im Dezember 1573 öffentlich verbrannt.